# Лопес, Рикардо (боксёр)
Рикардо Лопес (исп. Ricardo López; 25 июля 1967, Куэрнавака, Мексика) — мексиканский боксёр-профессионал, выступавший в минимальной и 1-наилегчайшей весовых категориях. Чемпион мира в минимальной (версия WBC, 1990—1998; версия WBO, 1997; версия WBA, 1998) и 1-й наилегчайшей (версия IBF, 1999—2001) весовой категориях.
Занимает второе место (после Менайотина Ваенхонга 54-0-0) по количеству побед среди всех профи-боксеров будучи непобежденным — 51 при одной ничье. Один из немногих боксёров не проигрывавших ни среди любителей ни среди профессионалов.

## 1985—2000
Дебютировал в январе 1985 года.
В октябре 1990 года Лопес нокаутировал в 5-м раунде чемпиона мира в минимальном весе по версии WBC Хидэюки Охаси.
В декабре 1991 года единогласным судейским решением выиграл у корейца Ли Гён Ёна, бывшего чемпиона мира по версии IBF.
В августе 1997 года Лопес нокаутировал в 5-м раунде чемпиона мира в минимальном весе по версии WBO Алекса Санчеса.
В марте 1998 года состоялся бой между Рикардо Лопесом и Росендо Альваресом. В 8-м раунде из-за рассечения у Лопеса над правым глазом, вызванного в результате столкновения головами, бой был остановлен. В результате подсчёта очков была объявлена ничья.
В ноябре 1998 года в реванше Лопес раздельным решением судей победил Росендо Альвареса  и завоевал вакантный титул чемпиона мира в минимальном весе по версии WBA.
В октябре 1999 года Рикардо Лопес победил чемпиона мира в 1-м наилегчайшем весе по версии IBF Уилла Григсби.

## 2001-09-29 Рикардо Лопес — Золани Петело
- Место проведения:  Мэдисон Сквер Гарден, Нью-Йорк Сити, Нью-Йорк, США
- Результат: Победа Лопеса нокаутом в 8-м раунде в 12-раундовом бою
- Статус: Чемпионский бой за титул IBF в 1-м наилегчайшем весе (2-я защита Лопеса)
- Рефери: Артур Мерканти
- Счет судей: Роберт Гилсон (68—64), Джордж Колон (68—64), Стив Вейсфелд (70—62) — все в пользу Лопеса
- Время: 1:32
- Вес: Лопес 48,50 кг; Петело 48,50 кг
- Трансляция: HBO PPV
- Счёт неофициального судьи: Харольд Ледерман (69—63 Лопес)

В сентябре 2001 года Рикардо Лопес вышел на ринг против южноафриканца Золани Петело. Перед боем телеканал HBO напомнил, что несмотря на выдающийся послужной список, Лопес не встречался с другими сильнейшими боксёрами своего дивизиона — Майклом Карбахалом и Умберто Гонсалесом. В начале 2-го раунда Лопес встречным левым хуком в челюсть послал Петело в нокдаун. Южноафриканец поднялся на счёт 4. Лопес не смог добить его. В середине 8-го раунда Лопес провёл левый апперкот в бороду противника. Петело опустился на канвас. Он не смог подняться на счёт 10. Рефери зафиксировал нокаут. Поединок проходил в рамках шоу, организованного телеканалом HBO, главным событием которого был бой Бернард Хопкинс — Феликс Тринидад. Этот бой стал последним для знаменитого 81-летнего рефери Артура Мерканти. Спустя год после боя Рикардо Лопес объявил об уходе из бокса. Он ушёл непобеждённым.